# Esperqueo

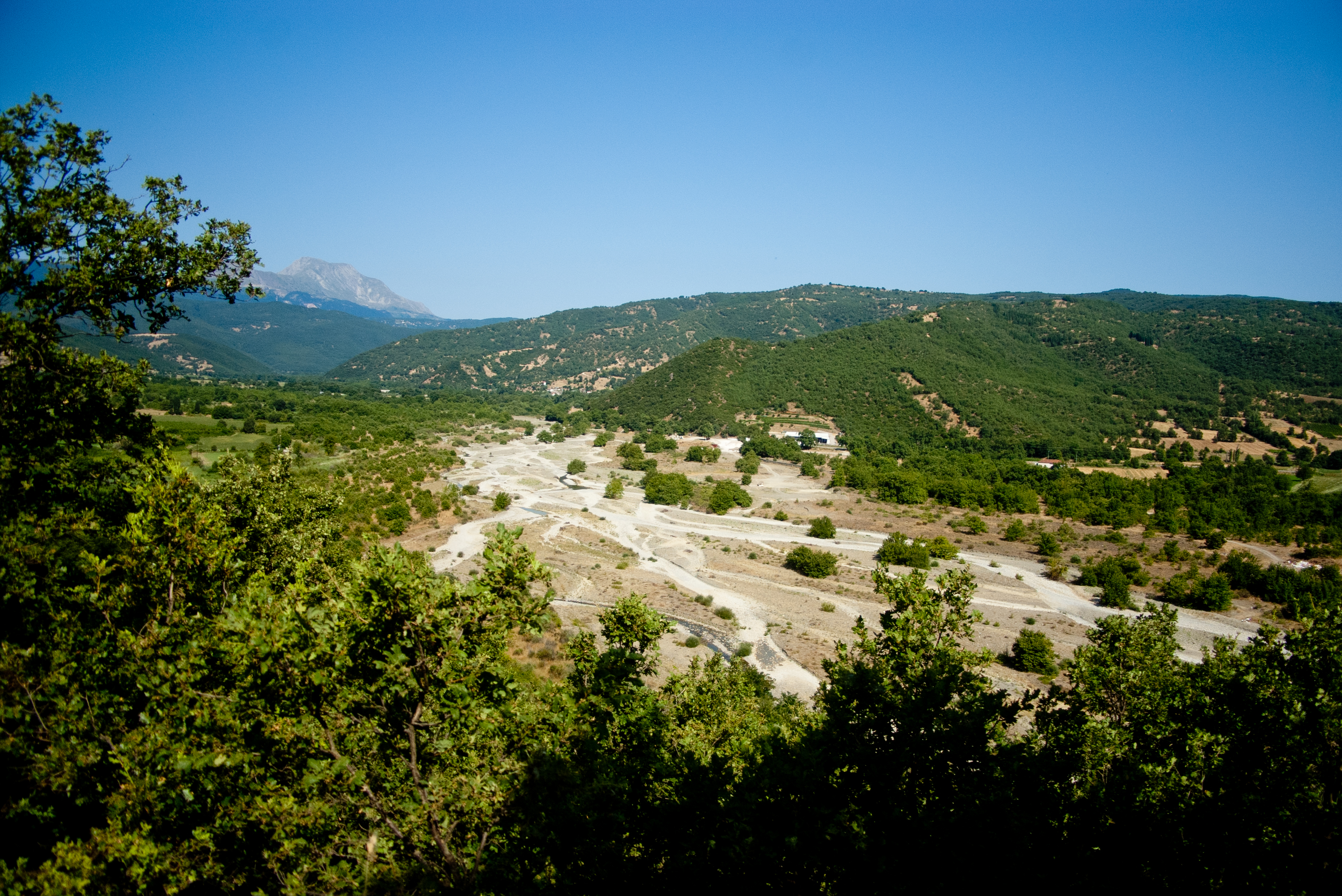
El río Esperqueo en Vitoli, Makrakomi.

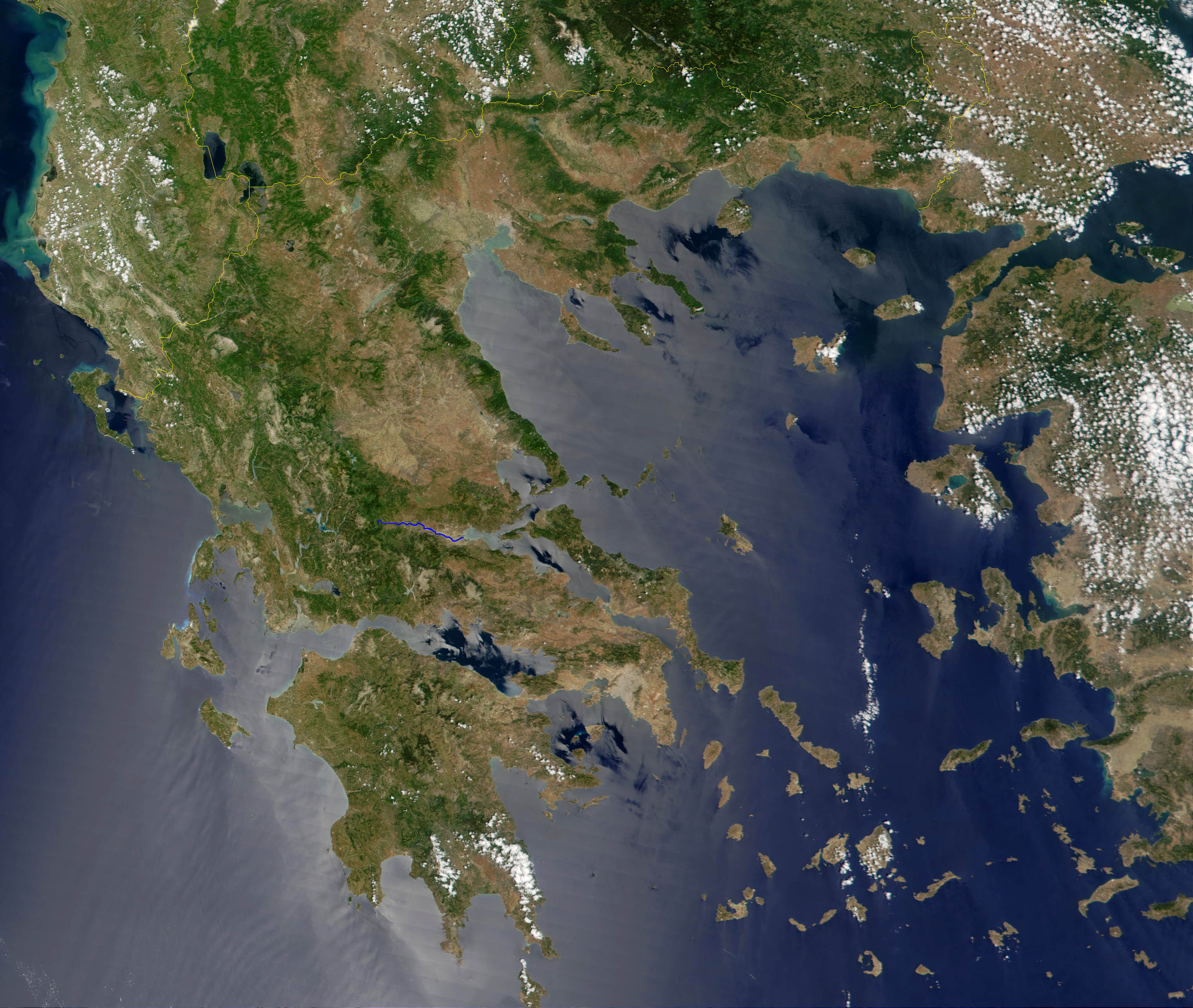
Localización del río Esperqueo, cuyo curso está marcado en azul.

El río Esperqueo (en griego: Σπερχειός; en latín: Spercheius) es un río de Grecia que discurre por la Ftiótide, en la periferia de Grecia Central. Ya era el antiguo nombre de un río del sur de Tesalia.
Fue adorado como un dios en la religión griega antigua y aparece en algunas colecciones de la mitología griega. En la antigüedad, su valle superior era conocido como Ainis. En el año 997 d. C., su valle fue el sitio de la Batalla de Esperqueo, que puso fin a las incursiones del Imperio búlgaro en el Imperio bizantino.
Tenía sus fuentes en el monte Tinfresto, en la zona central de la cadena montañosa del Pindo, y desembocaba en el golfo Maliaco, cerca de Anticira y Lamia, actualmente desagua más al sur, a 1 km de las Termópilas. El Esperqueo tiene una longitud de unos 75 km. 
Anticira estaba emplazada en la margen derecha del río, a unos 2 km de su antigua desembocadura, pues la región ha sufrido sensibles variaciones en su configuración debido a la colmatación de toda la comarca occidental del golfo Maliaco debido a los aluviones del Esperqueo, que han dado mayor anchura al paso de las Termópilas.
En su curso alto vivían los dríopes y los enianes. Los ríos Diras y Melas, antes independientes, son actualmente sus afluentes. El Diras, que en el siglo V a. C. desembocaba en el golfo Maliaco, es en la actualidad, un afluente por la derecha del Esperqueo, cuyo curso y desembocadura se han desplazado hacia el sudeste. El río Melas es, en la actualidad un afluente del Esperqueo por la derecha.
El nombre actual es Sperchios o Alámana. En griego significa «el rápido». Su valle, entre el Otris y el Eta, incluye numerosos lugares de ocupación protohistórica.